# (5066) Гаррэдд
(5066) Гаррэдд (англ. Garradd) — астероид, относящийся к группе астероидов пересекающих орбиту Марса, который был открыт 22 июня 1990 года американским астрономом Робертом Макнотом в обсерватории Сайдинг-Спринг и назван в честь австралийского астронома и первооткрывателя астероидов Гордон Гаррэдд.

Орбита астероида Гаррэдд и его положение в Солнечной системе